# Krasnosiłka (hromada Starokonstantynów)
Krasnosiłka (ukr. Красносілка) – wieś na Ukrainie, w obwodzie chmielnickim, w rejonie chmielnickim, w hromadzie Starokonstantynów. W 2017 liczyła 673 mieszkańców, liczba mieszkańców wsi systematycznie maleje.